# Rupe (Celje)
Rupe (pronuncia [ˈɾuːpɛ]) è un insediamento (naselje) di 78 abitanti, della municipalità di Celje nella regione della Savinjska in Slovenia.
L'area faceva tradizionalmente parte della regione storica della Stiria, ora invece è inglobata nella regione della Savinjska.

## Monumenti e luoghi d'interesse

### Il castello di Rabensberg
Nel paese si trovano le rovine del castello di Rabensberg (in sloveno: Ravni Breg, Ransberg). Il castello fu costruito nel XII secolo dai Cavalieri di Rabensberg. Nel 1370, divenne proprietà dei Signori di Ptuj, e nel 1438 è stata ereditata dai Conti di Schauenburg, avversari dei Conti di Celje. Nel 1452 fu bruciato dai conti di Celje.